# Massasoit
Massasoit (c. 1590-1661) aussi connu sous le nom de Ousamequin (signifiant « Plume jaune ») était un chef amérindien de la tribu des Wampanoags, un peuple habitant les côtes de la baie du Massachusetts et du cap Cod.

## Biographie

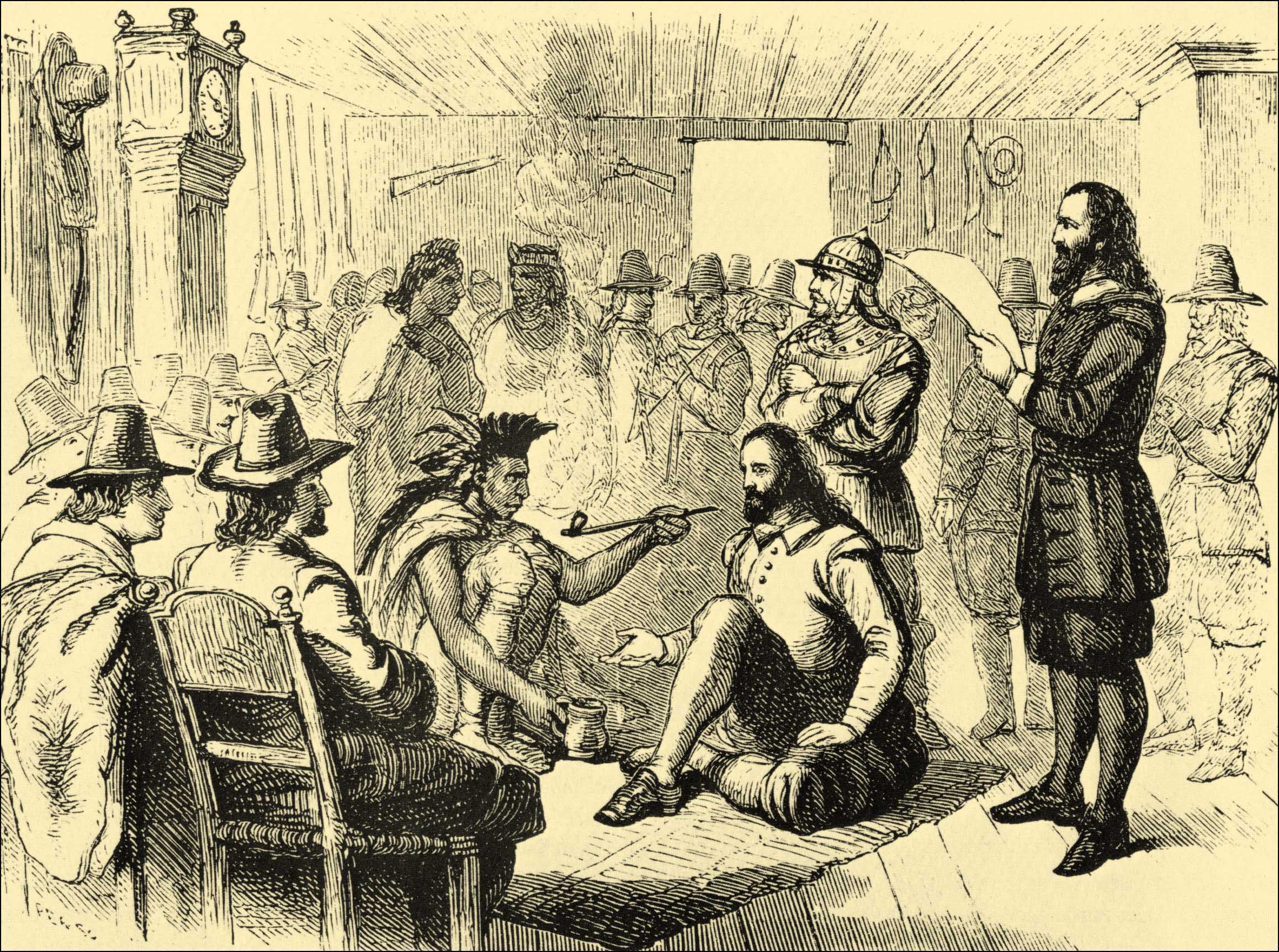
Massasoit et John Carver fumant le calumet de la paix.

Massasoit est né dans les environs de l’actuel Bristol, dans le Rhode Island.
Il forma en 1621 une alliance avec les Pères pèlerins et les colons du Mayflower, lors d'un repas auquel ces derniers l’avaient convié, lui et 90 de ses hommes, afin de le remercier de l'aide apportée quelques mois auparavant par deux membres de sa tribu, Squanto et Samoset, aux membres de la colonie de Plymouth qui étaient menacés par la famine.
Ce festin, durant lequel des dindes furent offertes, permit ainsi de célébrer les premières récoltes effectuées par les colons. Cet épisode est aujourd'hui commémoré par la fête de Thanksgiving.
Il renouvela ce même rite d'alliance avec les membres de la colonie de la baie du Massachusetts en 1638.
Après sa mort, son fils Metacomet (ou « Roi Philippe »), prit sa succession.